# Usbekische Fußballnationalmannschaft der Frauen
Die usbekische Fußballnationalmannschaft der Frauen repräsentiert Usbekistan. Bisher konnte sich die Mannschaft noch für keine Weltmeisterschaft qualifizieren. 1995 nahm die Mannschaft erstmals an einer Asienmeisterschaft teil und bestritt dort ihre ersten Spiele, wovon das erste Spiel gewonnen wurde und das dritte Spiel mit der bis dato höchsten Niederlage endete. Auch an den vier folgenden Asienmeisterschaften, für die keine Qualifikation notwendig war, nahm die Mannschaft teil, überstand aber nie die Vorrunde. Seitdem eine Qualifikation stattfindet, konnte sich Usbekistan nicht mehr qualifizieren.

## Geschichte
Bis 1992 war Usbekistan Teil der Sowjetunion und stellte keine eigene Mannschaft. 1992 trat der UFF (Usbekischer Fußballverband) der FIFA und dem AFC bei.

## Turniere

### Olympische Spiele
- 1996: Nicht teilgenommen
- 2000: Nicht qualifiziert
- 2004: Nicht teilgenommen
- 2008 bis 2024: Nicht qualifiziert

### Weltmeisterschaft
- 1991: Teil der Sowjetunion
- 1995: Nicht teilgenommen
- 1999 bis 2023: Nicht qualifiziert

### Asienmeisterschaft
- 1975 bis 1991: Teil der Sowjetunion
- 1993: Nicht teilgenommen
- 1995: Gruppenphase
- 1997: Gruppenphase
- 1999: Gruppenphase
- 2001: Gruppenphase
- 2003: Gruppenphase
- 2006: Nicht qualifiziert
- 2008: Nicht teilgenommen
- 2010: Nicht qualifiziert
- 2014: Nicht qualifiziert
- 2018: Nicht qualifiziert
- 2022: Nicht qualifiziert
- 2026: Qualifiziert
- 2029: Qualifiziert als Gastgeber

### Asienspiele
- 1990 bis 2018: Nicht teilgenommen
- 2023: Vierter Platz

### Zentralasienmeisterschaft
- 2018: Sieger
- 2022: Sieger